# Catharinea pastasana
Catharinea pastasana là một loài rêu trong họ Polytrichaceae. Loài này được (Mitt.) Broth. mô tả khoa học đầu tiên năm 1905.